# Bathophilus proximus
Bathophilus proximus és una espècie de peix de la família dels estòmids i de l'ordre dels estomiformes.

## Morfologia
- Els mascles poden assolir 5 cm de longitud total.[3][4]

## Hàbitat
És un peix marí i d'aigües profundes que viu fins als 350 m de fondària.

## Distribució geogràfica
Es troba al nord-oest de l'Atlàntic: 35° 51′ N, 66° 43′ W.